# Albert Blake Dick
Albert Blake Dick (* 16. April 1856 in Lake Forest, Illinois; † 15. August 1934) war ein Geschäftsmann und der Gründer der A. B. Dick Company, einer großen amerikanischen Kopier- und Büroausstattungsfirma im 19. Jahrhundert. Er prägte das Wort „Mimeograph“.

## Leben
Albert Blake Dick wurde am 16. April 1856 als Sohn von Adam Dick Jr. und Rebecca Wible in Lake Forest, Illinois geboren. Dick besuchte die Schule in Galesburg, Illinois, danach arbeitete er für die Brown Produktionsgesellschaft, Deere & Mansur sowie die Moline Lumber Company. Er gründete die A. B. Dick Company im Jahre 1884 in Chicago, Illinois. Das Unternehmen war ursprünglich im Wirtschaftszweig Holz tätig.

## Familie
Albert Blake Dick und Mary Henrietta Mathews  heirateten am 1. Juni 1892 und bekamen einen Sohn namens Albert Blake Dick Jr. (* 1894). Dieser besuchte die Yale University und wurde am 15. August 1934 der Präsident der A. B. Dick Company. Dessen Sohn Sheldon stützte sich auf das Vermögen seines Vaters, um seine Karriere im Verlagswesen, der Fotografie und dem Film voranzutreiben.

## Die Erfindung
Im Jahr 1876 patentierte Thomas Alva Edison den Edison Electric Pen. Einige Jahre später, während einer Experimentierphase mit Papier, entdeckte Albert Blake Dick den mimeographischen Prozess. Bis zur Erfindung des ersten Modells, genannt „0 Flatbed Duplicator“, 1887 musste eine Kopie noch per Hand abgeschrieben werden. Das erste Modell wurde für 12 Dollar gehandelt. Diese Maschine war das erste Produkt der Firma, später wurde der „A.B.Dick No. 1 Folder“ erfunden, ein Gerät das automatisiert Briefe falzt.

## Das Unternehmen

### Aufstieg
Während der Jahrhundertwende erblühte die Firma A.B.Dick. Das Modell „75 Rotary Mimeograph“ kam 1904 auf den Markt. Es handelte sich um einen Kopierer, mit dem man 50 Kopien pro Minute anfertigen konnte. Der Wettlauf um größere Kapazitäten der Dick-Produkte begann. 1909 folgte der Rotary Mimeograph No. 76. Die Firma A.B.Dick brachte die Firmenrechenmaschine und die „Dermatype Wet Stencil“ heraus und revolutionierte damit die Industrie. Mit Beginn des Ersten Weltkriegs setzte auch das US-Militär die A.B.Dick Maschinen zur Kopierarbeiten ein.
Hundert Kopien pro Minute war High-Tech für die damalige Zeit, doch Dick wusste, er hatte das Potential der Technologie noch lange nicht ausgeschöpft. Der Flachbett-Mimeograph wurde durch ein „Oscillating Model“ ersetzt, und kurze Zeit später folgten Maschinen, die über einen elektrischen Motor verfügten (Modell 77 und 78). Die Firma entwickelte sich zu einem der erfolgreichsten Unternehmen Chicagos. 1924 wurden auch die Schablonen verbessert. Die (trockene) Schablone „hill“ wurde vorgestellt. In dieser Zeit wurden viele Produkte perfektioniert. Nach dem Tod des Firmengründers 1934 folgte der Sohn Albert Blake Dick Jr. an die Spitze des Unternehmens. Edison, Dick Sen. zweiter Sohn, wurde zum Vorstandsmitglied bestellt. 1934 wurde die Pensionskasse für alle Mitarbeiter der Firma eingeführt, als Dank und Anerkennung der Tätigkeit der Mitarbeiter.

### Kriegszeiten
1939 wurde das Unternehmen auch Produzent militärischer Geräte. Wirtschaftsprodukte, auch die tragbaren Rotary No. 72 und Mimeoscope No. 1 sowie Modell 96 Mimeograph u. a. wurden weiterhin hergestellt. Das Modell 100 Chrome Mimeo war das Prunkstück der Weltausstellung von 1939. Während der Depression wurde kein einziger Mitarbeiter entlassen.

#### Der Zweite Weltkrieg
Während des Krieges wurden nur Produkte produziert, die zur Unterstützung des Kriegs erforderlich waren. In diesem Falle waren es „Norden Bombsight“ Auch andere Produkte, wie Zündkerzen und Flugzeugfahrwerke wurden produziert. Während dieser Zeit gab die Firma A.B.Dick den „Mimeographic“ heraus, eine Firmen-Zeitung, die das Militärpersonal mit Informationen der „heimischen Arbeitsfront“ versorgte.

### Nachkriegszeit
1949 wurde das neue Werk in Niles (Illinois) an der 5800 W. Touhy Ave. in Betrieb genommen. Danach wurde die einstige Firmenzentrale 720 W. Jackson Blvd. endgültig geschlossen. Walter Dorwin Teague war der „Industrial Designer“ des Unternehmens. 1951 wurde ein Westflügel zugebaut. 1952 begann die Firma weiter zu expandieren. Zuerst wurde die Lithomat Corporation in Massachusetts erworben, die Büttenpapier erzeugte und später Offset-Maschinen produzierte. Eine internationale Abteilung wurde der Organisation 1956 beigefügt. In den späten 1950er Jahren wurden die ersten Produkte zu Inkjet-Druck und Barcode-Kennzeichnung entwickelt.
1960 wurde der erste nicht aus der Familie Dick stammende Kandidat Präsident des Unternehmens. Zu dieser Zeit konzentrierte sich das Geschäft auf die Bankenbranche und den MICR-Scheckdruck. Darüber hinaus wurden Fotokopierer, Videographen, Offset-Maschinen und Azographen hergestellt. Die A.B.Dick Company erschloss in den 1970er, 1980er und 1990er Jahren den Bereich der Kunstdruck- und Grafik-Industrie. John Stetson wurde 1971 Präsident der Firma, und kurze Zeit später wurde über einen Börsengang nachgedacht. Schließlich verließ Stetson das Unternehmen 1978 und Van Tassel ging am 8. April 1979 in den Ruhestand. Am 9. April 1979 kaufte die General Electric Company of England das Unternehmen. Die Produktpalette wechselte abermals, diesmal in den Bereich der Druckvorstufe, außerdem wurden Farbdrucker und digitale Farbdrucker produziert. 1997 wechselte die Eigentümerschaft nochmals. Die Paragon Corporate Holding Inc., eine Kapitalanlagegesellschaft, kaufte einen Betrieb in Holland, und weitere Veränderungen wurden vorgenommen.